# Avalanche Studios Group
 Avalanche Studios Group é uma desenvolvedora e publicadora sueca de jogos eletrônicos sediada em Estocolmo. Foi fundada em março de 2003 por Linus Blomberg e Christofer Sundberg, sendo mais conhecida pela criação dos títulos da franquia Just Cause.
Em 2013 teve um faturamento de 238 milhões de coroas suecas ou cerca de 36,9 milhões de dólares.
Em agosto de 2014 a empresa contava com 250 empregados, sendo 160 na Suécia e 90 nos Estados Unidos.

## Jogos produzidos
| Ano  | Titulo                      | Publicadora                            | Plataforma(s) | Plataforma(s) | Plataforma(s) | Plataforma(s) | Plataforma(s) | Plataforma(s) | Plataforma(s) | Plataforma(s) | Plataforma(s) | Plataforma(s) | Plataforma(s) |
| Ano  | Titulo                      | Publicadora                            | PS2           | PS3           | PS4           | Lin           | Mac           | Win           | Xbox          | X360          | XONE          | iOS           | Android       |
| ---- | --------------------------- | -------------------------------------- | ------------- | ------------- | ------------- | ------------- | ------------- | ------------- | ------------- | ------------- | ------------- | ------------- | ------------- |
| 2006 | Just Cause                  | Eidos Interactive                      | Sim           | Não           | Não           | Não           | Não           | Sim           | Sim           | Sim           | Não           | Não           | Não           |
| 2009 | The Hunter                  | Avalanche Studios                      | Não           | Não           | Não           | Não           | Não           | Sim           | Não           | Não           | Não           | Não           | Não           |
| 2010 | Just Cause 2                | Eidos Interactive                      | Não           | Sim           | Não           | Não           | Não           | Sim           | Não           | Sim           | Não           | Não           | Não           |
| 2011 | Renegade Ops                | Sega                                   | Não           | Sim           | Não           | Não           | Não           | Sim           | Não           | Sim           | Não           | Não           | Não           |
| 2015 | The Hunter: Primal          | Avalanche Studios                      | Não           | Não           | Não           | Não           | Não           | Sim           | Não           | Não           | Não           | Não           | Não           |
| 2015 | Rumble City                 | Avalanche Studios                      | Não           | Não           | Não           | Não           | Não           | Não           | Não           | Não           | Não           | Sim           | Sim           |
| 2015 | Mad Max                     | Warner Bros. Interactive Entertainment | Não           | Não           | Sim           | Sim           | Sim           | Sim           | Não           | Não           | Sim           | Não           | Não           |
| 2015 | Just Cause 3                | Square Enix                            | Não           | Não           | Sim           | Não           | Não           | Sim           | Não           | Não           | Sim           | Não           | Não           |
| 2017 | theHunter: Call of the Wild | Avalanche Studios                      | Não           | Não           | Sim           | Não           | Não           | Sim           | Não           | Não           | Sim           | Não           | Não           |
| 2018 | Just Cause 4                | Square Enix                            | Não           | Não           | Sim           | Não           | Não           | Sim           | Não           | Não           | Sim           | Não           | Não           |
| 2019 | Generation Zero             | Avalanche Studios                      | Não           | Não           | Sim           | Não           | Não           | Sim           | Não           | Não           | Sim           | Não           | Não           |
| 2019 | Rage 2                      | Bethesda Softworks                     | Não           | Não           | Sim           | Não           | Não           | Sim           | Não           | Não           | Sim           | Não           | Não           |